# Mistrzostwa Polski w Skokach Narciarskich 1930
11. Mistrzostwa Polski w Skokach Narciarskich – zawody o mistrzostwo Polski w skokach narciarskich, które odbyły się 16 lutego 1930 roku na Wielkiej Krokwi w Zakopanem.
W konkursie o mistrzostwo Polski zwyciężył Franciszek Cukier, srebrny medal zdobył Aleksander Rozmus, a brązowy - Leopold Gajduszek.

## Wyniki konkursu
| Miejsce | Zawodnik                | Klub              | Skok 1 | Skok 2 | Punkty |
| ------- | ----------------------- | ----------------- | ------ | ------ | ------ |
| 1.      | Franciszek Cukier       | Sokół Zakopane    | 54,0   | 53,5   | 16,658 |
| 2.      | Aleksander Rozmus       | TS Wisła Zakopane | 47,0   | 51,5   | 16,358 |
| 3.      | Leopold Gajduszek       | WSC Bielsko-Biała | 51,0   | 52,0   | 16,000 |
| 4.      | Władysław Mietelski     | TS Wisła Zakopane | 41,0   | 49,0   | 15,274 |
| 5.      | Zygmunt Rajski          | TS Wisła Zakopane | 43,0   | 45,0   | 14,958 |
| 6.      | Karol Gąsienica Szostak | SNPTT Zakopane    | 41,5   | 46,0   | 14,908 |